# Cheryl Bernard
Cheryl Bernard, född 30 juni 1966 i Grande Prairie, Alberta, är en kanadensisk curlingspelare från Calgary. Hon representerade Kanada vid Olympiska vinterspelen 2010 i Vancouver som lagets skipper, där laget vann silver efter förlust mot Sverige i finalen.
Bernards lag har varit ett av de bättre curlinglagen i Kanada under andra halvan av 2000-talet. Emellertid kom hennes första stora vinst i uttagningarna till det olympiska curlinglaget 2009 i Edmonton.

## Lag
| Säsong  | Skipper        | Trea           | Tvåa               | Etta            | Evenemang |
| ------- | -------------- | -------------- | ------------------ | --------------- | --------- |
| 1995-96 | Cheryl Kullman | Karen Ruus     | Barb Sherrington   | Judy Pendergast | 1996 STOH |
| 2006-07 | Cheryl Bernard | Susan O'Connor | Carolyn Darbyshire | Cori Bartel     | 2007 STOH |
| 2008-09 | Cheryl Bernard | Susan O'Connor | Carolyn Darbyshire | Cori Bartel     | 2009 STOH |